# Torre Spaccata (Roms tunnelbana)
Torre Spaccata är en station på Roms tunnelbanas Linea C. Stationen är uppkallad efter distriktet Torre Spaccata i sydöstra Rom och togs i bruk år 2014. 

## Kollektivtrafik
- Busshållplats för ATAC

## Omgivningar
- Policlinico Casilino
- Parco Antonio De Falchi